# Haplusia brevipalpis
Haplusia brevipalpis är en tvåvingeart som först beskrevs av Rao 1951.  Haplusia brevipalpis ingår i släktet Haplusia och familjen gallmyggor. Inga underarter finns listade i Catalogue of Life.